# أتريمة الهملايا
أتريمة الهملايا (الاسم العلمي: Eutrema himalaicum) هي نوع من النباتات يتبع جنس الأتريمة من الفصيلة الكرنبية.